# Judgement Day (группа)
Judgement Day - американская группа, играющая в стиле виолончельный метал из Окленда, Калифорния. Образована в 2002 братьями Патцнер в городе Беркли, Калифорния.

## История

### Начало творчества (2002–2007)
В 2002 году дуэт братьев Патцнер начал играть виолончельный метал на улицах города Беркли, в Калифорнии. Свою первую демозапись Acoustic EP они вскоре записали сами, чтобы раздавать его слушателям на улицах.
Вскоре к группе присоединяется барабанщик Джон Буш, друг создателей группы. В 2004 группа выпустила свой первый студийный альбом Dark Opus. К тому моменту группа уже отточила звук на концертных выступлениях и стала активно использовать эффект дисторшн в исполнении, что позволяет в полной мере отнести их к металу.
После некоторого перерыва в творчестве, связанного с выпуском Льюиса из консерватории и занятостью Энтона в инди-проекте Bright Eyes, в 2008 Judgement Day выпустили EP (мини-альбом) под названием Opus 3.

### 2008-настоящее время
В 2009 был опубликован трек под названием Out of the Abyss: Live on Tape. В 2010 группа выпустила свой второй полный студийный альбом Peacocks / Pink Monsters.

## Состав
- Энтон Патцнер - Виолончель
- Льюис Патцнер - Скрипка
- Джон Буш - Ударные

## Дискография
- 2003 - Acoustic EP
- 2004 - Dark Opus
- 2008 - Opus 3: Acoustic
- 2009 - Out of the Abyss: Live on Tape (сингл)
- 2010 - Peacocks/Pink Monsters
- 2010 - B•Sides
- 2012 - Polar Shift